# Strongylognathus dalmaticus
Strongylognathus dalmaticus là một loài côn trùng thuộc họ Formicidae. Đây là loài đặc hữu của Croatia.